# Espintariscópio
Um Espintariscópio é um dispositivo científico quase completamente fora de uso destinado a observar as desintegrações nucleares causadas pela interação de radiação ionizante com um cintilador.
O espintariscópio foi inventado por William Crookes em 1903. Enquanto observava a fluorescência aparentemente uniforme de uma amostra de rádio (na maior parte emissão alfa), ele derramou parte da amostra de rádio e, devido à sua extrema raridade e ao seu extremo custo, empenhou-se em encontrá-la e recuperá-la. Enquanto examinava a tela de sulfeto de zinco sob um microscópio, ele notou cintilações separadas de luz criadas pela colisão de partículas alfa individuais com a tela. Crookes levou sua descoberta um passo adiante e inventou um dispositivo destinado especificamente a ver tais cintilações. Ele consistia de uma pequena tela coberta com sulfeto de zinco afixada na extremidade de um tubo com uma pequena quantidade de sal de rádio suspenso a uma pequena distância da tela e uma lente no outro lado do tubo para se pudesse olhar a tela. Crookes denominou seu dispositivo a partir do nome grego 'spintharis', que significa "uma centelha". 
Diz-se que, por um breve período após sua invenção, os espintariscópios foram muito populares nas altas classes sociais, cujos membros os davam de presente e os usavam em demonstrações de modo a parecer que estavam atualizados com os avanços científicos do seu tempo. Os espintariscópios foram rapidamente substituídos por dispositivos mais precisos e quantitativos na medição de radiação em experimentos científicos mas tiveram um modesto renascimento em meados do século XX na forma de brinquedos educacionais, podendo, ainda, ser adquiridos como novidades instrutivas.